# 華懋廣場

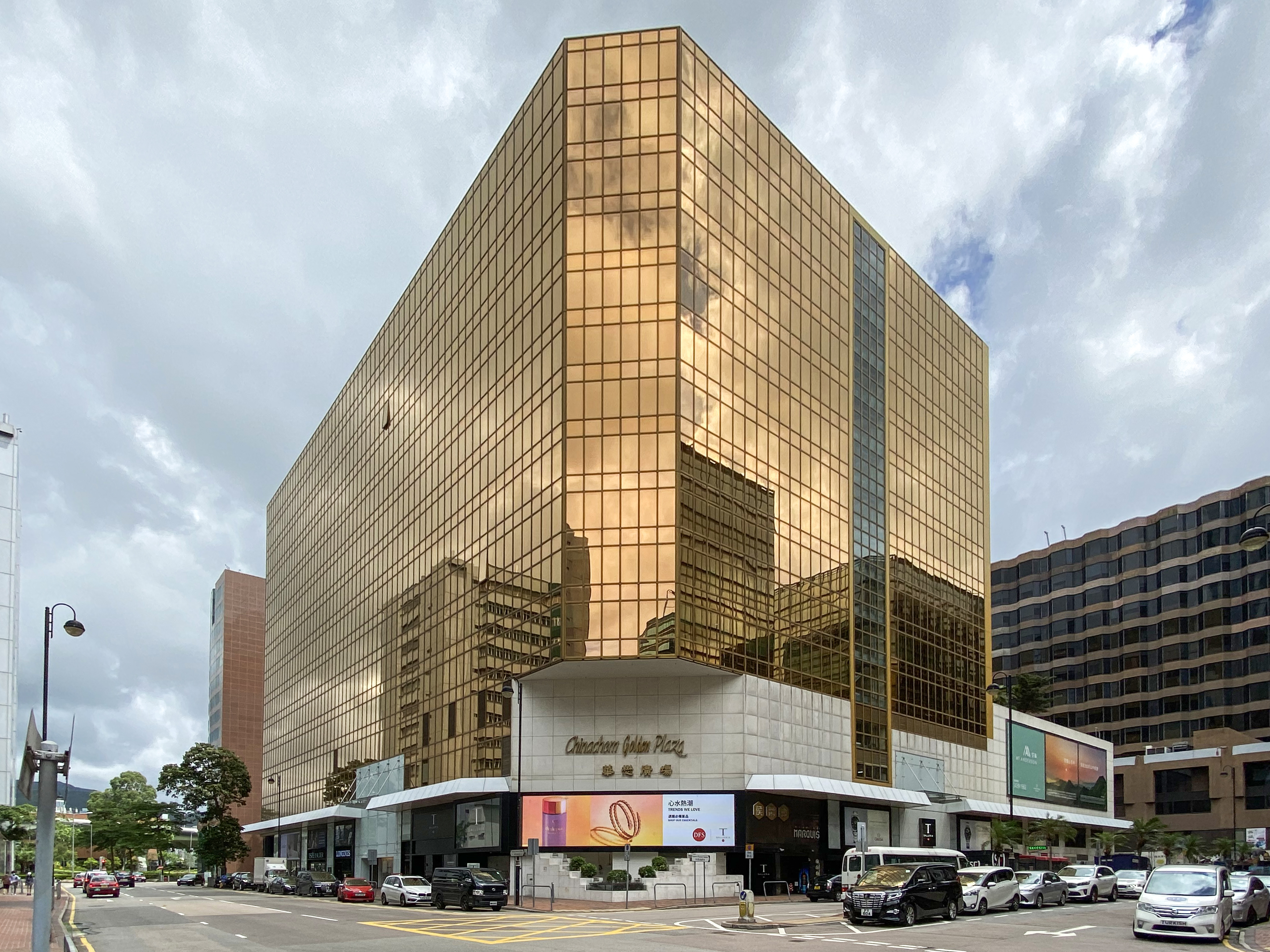
華懋廣場

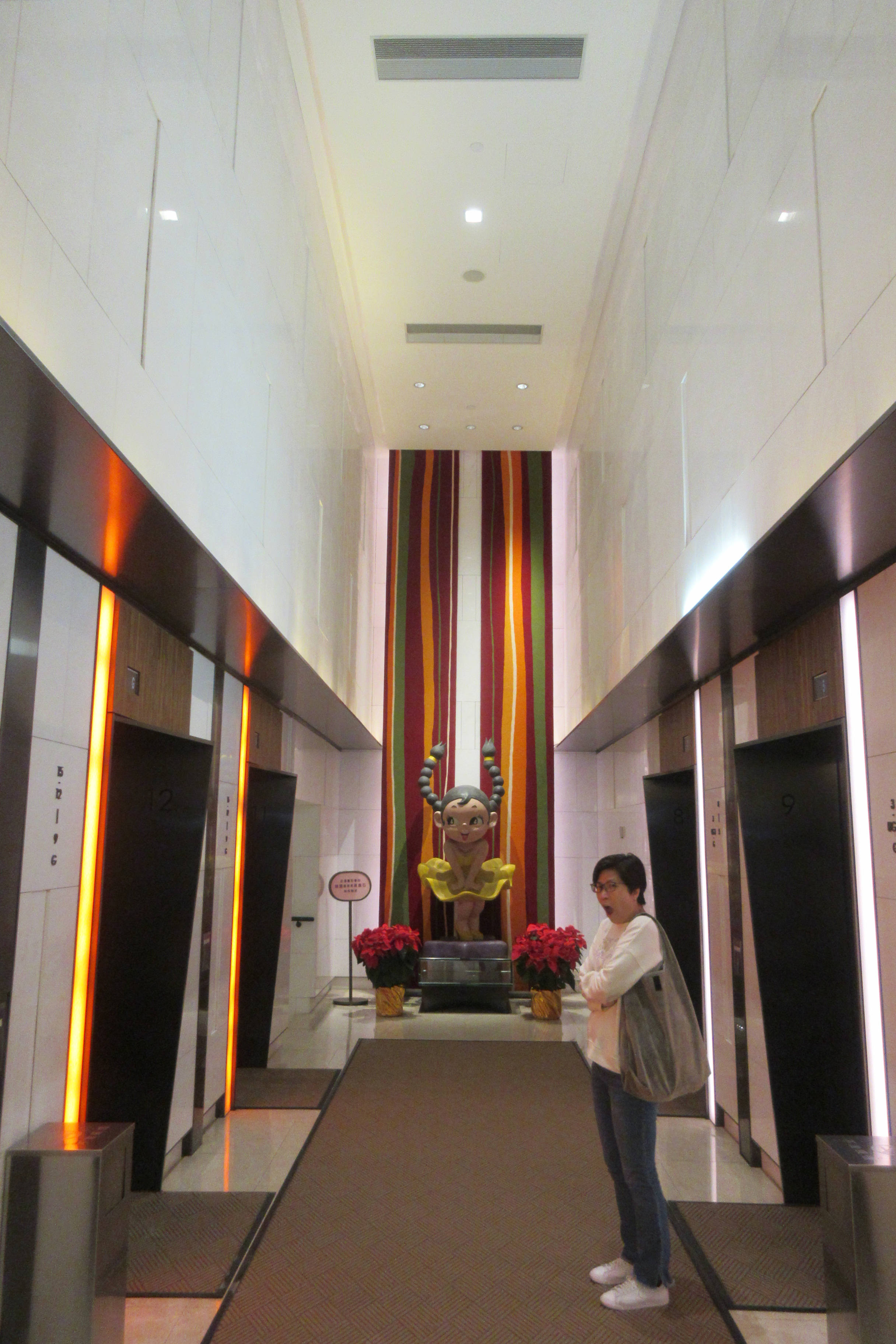
華懋廣場寫字樓大堂設集團原主席龔如心的卡通雕像

華懋廣場（英語：Chinachem Golden Plaza）是香港的一座寫字樓，位處香港九龍尖沙咀麼地道77號，計地庫樓高16層，由華懋集團發展，於1984年7月拍賣，亦是全港少數可用新界乙種換地權益書，以支付地價的市區地皮之一，至1988年落成。

## 簡介
華懋廣場主要由金色的玻璃幕牆組成，並設有中央冷氣系統、後備電源、防盜監察系統等主要設備。
大樓內層主要是華懋集團的總部，位處大廈的16樓（已於2009年12月28日遷往荃灣如心廣場），其他租戶包括香港城市大學專業進修學院SCOPE尖沙咀東教學中心（UG2至UG3層）、土木工程拓展署、新界東拓展處，以及其他中小型企業等。大樓的基座設有商場，曾經設有華懋廣場戲院(2013年結束營業)，地庫為停車場。
華懋廣場的基座商場，有3層連地庫由DFS Galleria經營(2025年8月下旬結業），DFS免稅店內零售的商品走高檔品牌形象，包括LV、卡地亞、Chanel、RADO、BALLY、GUCCI、FENDI、Alfred Dunhill等。顧客多數講日語和普通話。商場前門時常停泊旅遊巴士，顧客由導遊帶領。
華懋廣場鄰近麼地道，有幾家五星級酒店及娛樂場所。

## 圖集

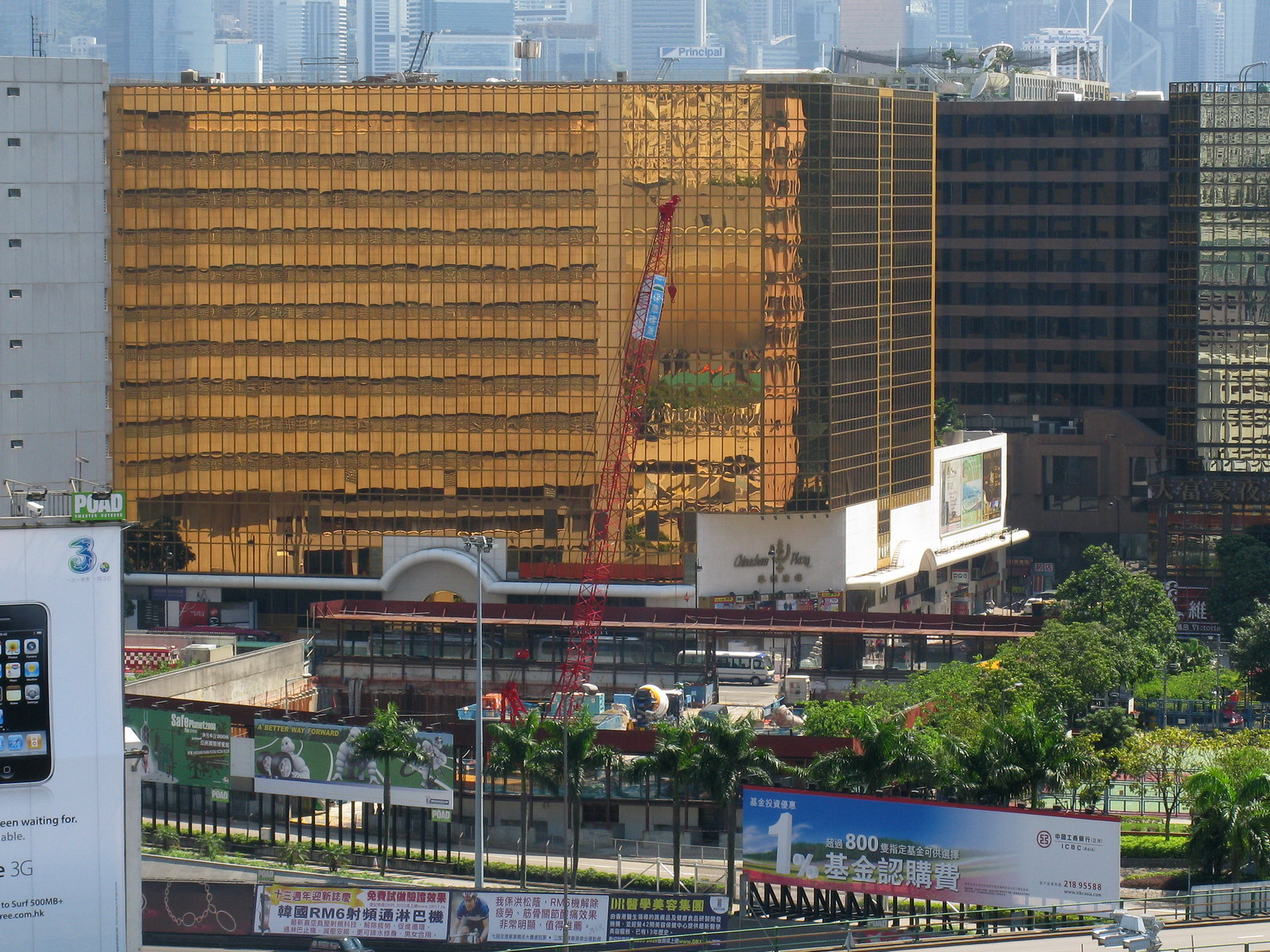
華懋廣場（後）及其前方興建中的理工大學教學酒店
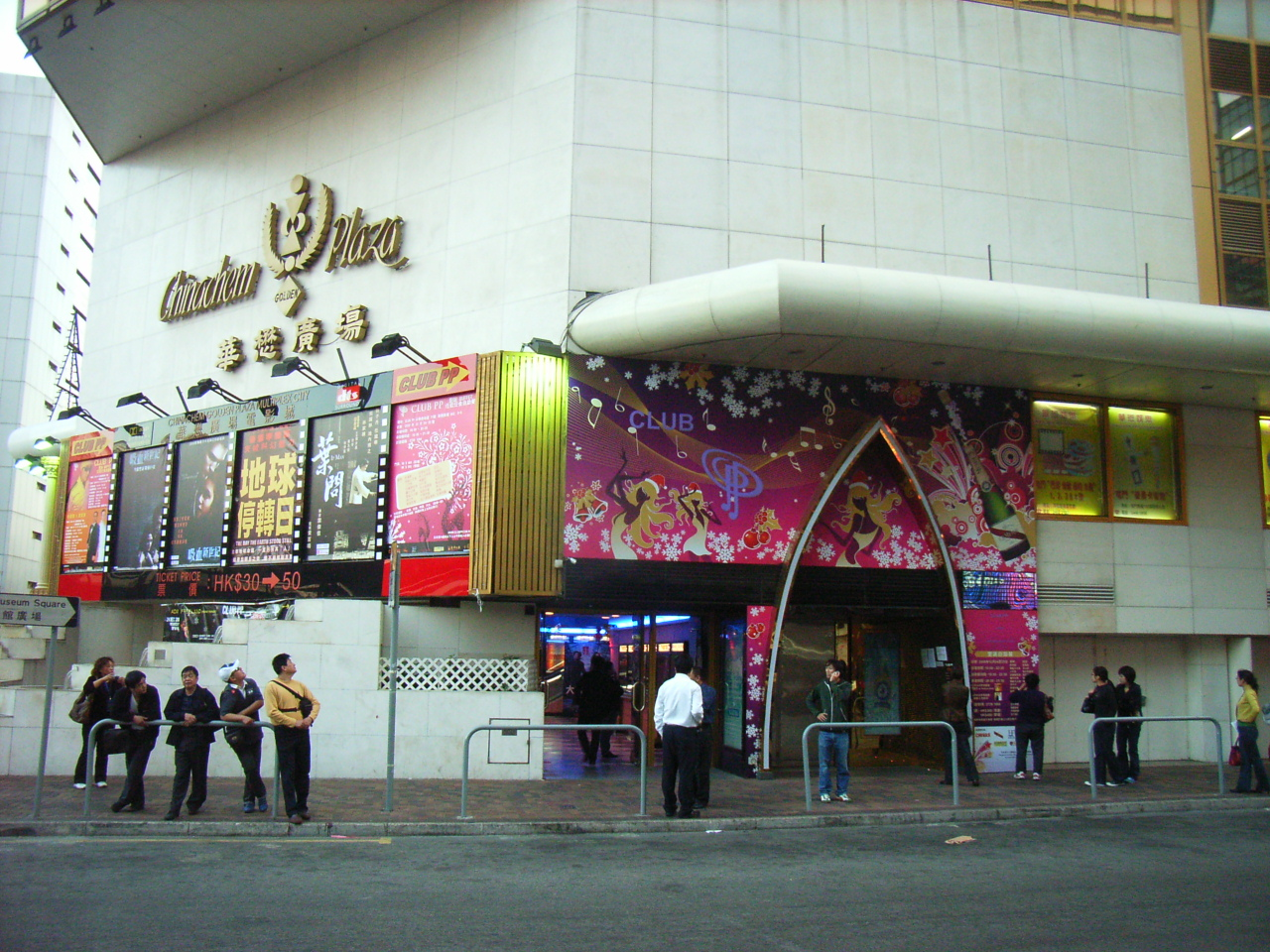
華懋廣場戲院在2013年結束營業
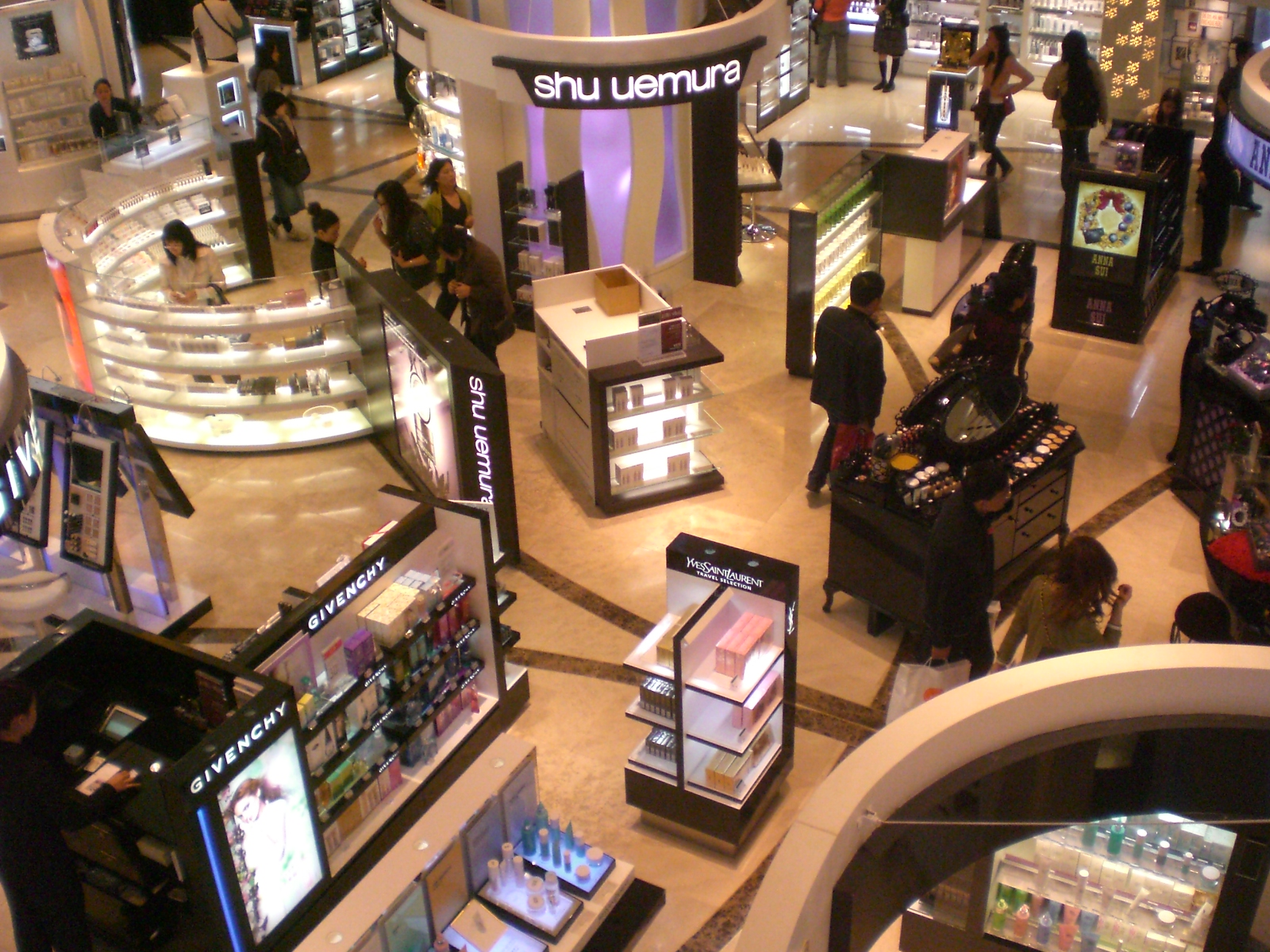
華懋廣場商場內的DFS Galleria免稅店

## 鄰近
- 科學館道
- 科學館廣場
- 香港歷史博物館
- 新文華中心
- 大富豪夜總會（己結業）
- 市政局百週年紀念花園
- 南洋中心
- 香港日航酒店

## 外部連結
- 華懋廣場
- 科學館道沿路建築物資料: 華懋廣場 （页面存档备份，存于）

1. ↑  . 大公報. 1984-07-31  [2024-06-24].
2. ↑  圓龔如心遺願 走出尖東陰影華懋總部 年中遷如心廣場 的存檔，存档日期2009-03-31.蘋果日報，2009年3月29日
3. ↑  華懋集團搬竇 了結龔陳孽緣 （页面存档备份，存于）東方日報，2009年12月20日
4. ↑  .   [2008-12-18]. （原始内容存档于2013-07-15）.
5. ↑  .   [2018-12-26]. （原始内容存档于2016-09-27）.
6. ↑  .   [2018-12-26]. （原始内容存档于2016-09-27）.
7. ↑  .   [2018-12-26]. （原始内容存档于2016-10-20）.
8. ↑  .   [2018-12-26]. （原始内容存档于2021-07-12）.
9. ↑  慈雲山＞西灣河及北角＞紅磡及土瓜灣 的存檔，存档日期2016-10-02.
10. ↑  .   [2018-12-26]. （原始内容存档于2021-06-18）.
11. ↑  .   [2018-12-26]. （原始内容存档于2016-10-02）.
12. ↑  .   [2018-12-26]. （原始内容存档于2016-10-02）.
13. ↑  .   [2018-12-26]. （原始内容存档于2016-10-02）.
14. ↑  .   [2018-12-26]. （原始内容存档于2016-10-20）.
15. ↑  .   [2018-12-26]. （原始内容存档于2016-10-23）.
16. ↑  .   [2018-12-26]. （原始内容存档于2016-10-21）.
17. ↑  .   [2018-12-26]. （原始内容存档于2016-10-25）.
18. ↑  .   [2018-12-26]. （原始内容存档于2016-10-20）.
19. ↑  .   [2018-12-26]. （原始内容存档于2016-09-21）.
20. ↑  .   [2018-12-26]. （原始内容存档于2016-10-10）.